# ベルヌ条約 (1906年)
ベルヌ条約（ベルヌじょうやく、英語: Berne Convention）、または正式名称で燐寸製造ニ於ケル黄燐使用ノ禁止ニ関スル千九百六年ベルヌ国際条約（英語: International Convention respecting the Prohibition of the Use of White (Yellow) Phosphorus in the Manufacture of Matches、フランス語: Convention internationale sur l'interdiction de l'emploi du phosphore blanc (jaune) dans l'industrie des allumettes）は1906年にスイスのベルヌで締結された多国間条約。
条約により、マッチの製造における黄リンの使用、並びにそのようなマッチの輸入と販売が禁止された。

## 締結
条約が締結された背景には、マッチ製造業の労働者におけるリン中毒性顎骨壊死などの健康問題がある。
条約は1906年9月26日に締結され、1912年1月1日に発効した。スイスが条約の寄託者となった。

## 国際労働機関
1919年に国際労働機関が設立されると、同年11月に本条約への加盟を勧告した。1925年、エドワード・ジョセフ・フィーラン（後の国際労働機関事務局長）は国際労働機関が成立した背景に本条約と国際労働立法協会のロビー活動があると述べた。